# Zayanda-Rud
Zayanda-Rud o Zayande Rud (el riu que augmenta) és un riu del centre de Pèrsia que passa per Esfahan. Antigament es deia Zinda Rud (Riu Daurat).
La seva font principal és el Čashma-i Janan al vessant oriental del Zarda Küh; després rep el Čihil Čashma i agafa el nom de Janana Rud; després s'hi aboquen el Khursang passat Firayan, i el Zarina Rud passat Čahar Mahall, des d'on agafa el nom de Zinda Rud. Corre cap a Esfahan reben els rierols de Tiran i de Karwan i passat Esfahan, segueix fins a arribar a les maresmes desaiguant a la de Gawkhani. La presa de Zayande i l'embassament de Chadegan es van construir el 1972 i han permès la utilització de l'aigua de manera intensiva i la producció d'electricitat.